# Lomandra teres
Lomandra teres är en sparrisväxtart som beskrevs av Terry Desmond Macfarlane. Lomandra teres ingår i släktet Lomandra och familjen sparrisväxter. Inga underarter finns listade i Catalogue of Life.